# Il était une fois dans l'Oued
Pour les articles homonymes, voir Il était une fois.
Pour plus de détails, voir Fiche technique et Distribution.
Il était une fois dans l'Oued est un film français réalisé par Djamel Bensalah, sorti en 2005.
Le film, dont le titre est une référence évidente au film Il était une fois dans l'Ouest de Sergio Leone, raconte l'histoire d'un jeune Français qui vit avec des beurs et est convaincu de son origine maghrébine et qui profite du mariage d'un copain pour partir s'installer en Algérie.

## Synopsis
En 1988, Johnny Leclerc, issu d'une mère normande et d'un père alsacien, vit dans une cité de banlieue en compagnie de ses amis, beurs pour la plupart. Il se comporte comme un musulman, fait le ramadan et porte une djelaba. Il est même persuadé de s'appeler Abdelbachir et d'être né dans un petit village du bled. Quand son ami Yacine a quelques ennuis avec un caïd local et décide de retourner pour les vacances en Algérie, il s'embarque clandestinement dans les bagages de la famille Sabri pour exaucer son rêve et connaître enfin ses « racines ». À peine arrivé sur la côte algérienne, Johnny se sent comme chez lui. Mais Yacine, lui, s'oppose à son père, qui veut lui arranger son mariage.

## Fiche technique
Sauf indication contraire, les informations mentionnées dans cette section peuvent être confirmées par la base de données cinématographiques IMDb,  présente dans la section « Liens externes ».
- Titre : Il était une fois dans l'oued
- Titre international : Once Upon a Time in the Oued
- Réalisateur : Djamel Bensalah, assisté de Régis Musset
- Scénariste : Djamel Bensalah et Gilles Laurent, d'après une idée d'Abdelkarim Brahmi, Yohan Duport, et Mokobé Traoré
- Producteur : Franck Chorot
- Sociétés de production : Gaumont, Miroir Magique!, France 2 Cinéma, Canal + et TPS Star
- Sociétés de distribution : Gaumont Columbia TriStar Films (France), Pathé ( Suisse)
- Musique du film : Rim'K collabore avec Reda Taliani à la musique de film (Partir Loin) et Gnawa Diffusion (Ombre elle)
- Directeur de la photographie : Pascal Gennesseaux
- Montage : Jean-François Elie
- Décors : Hind Ghazali
- Distribution des rôles : Bouchra Fakhri
- Création des costumes : Fabio Perrone et Nezha Dakil
- Coordinateur des cascades : Lahlali Zakaria
- Lieux de tournage : Algérie (régions d'Alger et Oran), Maroc (régions de Ouarzazate et Casablanca)[1], île-de-France[2] et Marseille.
- Format :  couleur - 2,35:1 - 35 mm
- Rushes : Laboratoires Eclair
- Matériels de tournage : Transpalux
- Auditoriums : Joinville
- Effets spéciaux numériques : BUF Compagnie
- Son : Dolby Digital
- Pays d'origine :  France
- Pellicule : Kodak
- Langues : français et arabe
- Genre : comédie
- Durée : 93 minutes
- Budget : 4,92 millions d'euros[3]
- Visa d'exploitation no 111065
- Dates de sortie :
  - France : 19 octobre 2005
  - Belgique : 26 octobre 2005

## Distribution
- Julien Courbey : Johnny Leclerc, persuadé de s'appeler « Abdelbachir »
- Sid Ahmed Agoumi : Monsieur Mohamed Sabri
- David Saracino : Yacine Sabri
- Karina Testa : Nadia
- Marilou Berry : Nadège
- Amina Annabi : Kheira Sabri
- Medy Kerouani : Mehdi Sabri
- Karim Belkhadra : le parrain
- Ali Osaid : Simple Jack
- Olivier Baroux : le vacancier suisse
- Élie Semoun : le maître d'hôtel
- Éric et Ramzy : les commerçants
- Atmen Kelif : Naber, un cousin du désert
- Frankie Pain : la mère de Johnny
- Max Morel : le père de Johnny
- Mouss Benia, Adrien Saint-Joré, Stéphane Soo Mongo et Yohann Duport : les potes
- Mohamed Kafi : l'oncle d'Alger
- Khalid Maadour et Amine Boumediene : cousins de Nadia
- Omar Sy : le génie de la lampe
- Leïla Fadili et Hatim Seddiki : cousins d'Alger
- Aïcha Mahmah : grand-mère d'Alger
- Omar Chenbod : grand-père d'Alger
- Mustapha Slaoui : l'oncle du désert
- Salah Eddine Benmoussa : le Hajj
- Mohamed Attik et Mustapha Salamat : vieux du désert
- Mustapha Ziraoui : le cousin du désert
- Adel Sekir : le petit
- Walid Farajallah : le môme
- Omar Bencadi : un copain de Mehdi
- Kacem Missaoui : le speaker
- Hicham Damir : le blédard joueur de foot
- Younès Edhadeh : le capitaine de l'équipe
- Omar Zelloum : le barman
- Hassan Koubba : un cousin
- Jamal Lababsi : le videur
- Omar Yami : le douanier
- Zaki Boulenafed, Samia Meziane et Khaled Benaïssa : cousins
- Abdelaziz Degga : un tonton
- Souhila Yagoubi : tante Alima
- Youssef Britel : un cousin d'Oran
- Abdelkader Lofti : le cheikh
- Mohamed Tsouli : l'homme à la kippa
- Linda Hamel : jeune fille cité
- Tapa Sudana : vieux Chinois cité
- Kamel Bouakkaz : guichetier à la Poste d'Alger
- Achour Raïs : un vieux à la Poste
- Karim Belhadj : un homme à la Poste
- David Elmaleh : le vieux à la heineken
- Pierre Ménès : patron de Yacine au marché
- Amal Hadrami
- Yasmine Robert

## Box-office
Il était une fois dans l'Oued obtient 876 855 entrées en France et 28 674 entrées en Belgique. Il récolte au total 5 611 887 dollars, pour une rentabilité de 114 %.

## Autour du film
- Le film s'ouvre avec le jingle de Youyou Sound System, parodie de THX sound system.
- Une affiche de François Valéry en concert est visible dans la poursuite en centre-ville qui ouvre le film.
- Nomination au CinéAlma - Rencontres Cinématographiques de Carros 2006 (catégorie longs métrages)[5].
- Les adolescents dansent à la fête au son des musiques présentes dans les soirées du film La Boum (1980) - notamment la chanson Reality de Richard Sanderson.
- Le film est dédié à Dominique Pizzi[6], producteur renommé, décédé[7] dans un accident de voiture, auquel Laurent Boyer a survécu[8].